# Aeroportul John H. Batten
Aeroportul John H. Batten (IATA: RAC, ICAO: KRAC, FAA LID: RAC) este un aeroport din Comitatul Racine, Wisconsin, Wisconsin, Statele Unite ale Americii ce deservește zona Racine. Aeroportul a fost tranzitat în 2019 de 48 de pasageri.
Situat la o altitudine de 205 m, aeroportul dispune de 2 piste.

## Infrastructură

### Piste
Aeroportul dispune de 2 piste. Pista 04/22 are suprafața de beton și dimensiunile 6.574 picioare × 100 picioare. Pista 14/32 are suprafața de asfalt și dimensiunile 4.422 picioare × 100 picioare. 